# 1956 في الكويت
تحتوي هذه المقالة على أهم الأحداث التي شهدتها الكويت في 1956، إضافة إلى أهم الشخصيات الكويت التي وُلدت أو تُوفيت في هذه السنة.

## مواليد
- 20 يونيو – أحمد عبد المحسن تركي المليفي – سياسي ووزير كويتي سابق.[1]
- أحمد النواف الأحمد الصباح – عسكري كويتي سابق ، رئيس مجلس الوزراء الأسبق خلال الفترة 24 يوليو 2022 حتى 4 يناير 2024 وهو الإبن الأكبر للشيخ نواف الأحمد الجابر الصباح أمير دولة الكويت السابق.[2][3][4]
- حسين المنصور – ممثل كويتي
- راشد الخضر – ملحن كويتي
- رضا معرفي – لاعب كرة قدم كويتي
- عماد العتيقي – نائب رئيس الوزراء وزير النفط الكويتي السابق
- فيصل المسفر – ممثل كويتي
- محبوب جمعة – لاعب كرة قدم كويتي
- محمد الرويشد – ملحن كويتي
- محمد طنا العنزي – سياسي كويتي
- مسلم البراك – سياسي كويتي
- ناصر الدويلة – سياسي كويتي